# نوتشيليا
نوتشيليا (بالإيطالية: Nociglia)‏ هي بلدية في مقاطعة ليتشي في إقليم بوليا الإيطالي.

## السكان
في سنة 1861 بلغ عدد السكان 1٬176 نسمة، وتطور العدد ليصل في سنة 2011 لـ 2٬456 نسمة.
يظهر هذا المخطط البياني تطور النمو السكاني لـ نوتشيليا